# Курандинский
Курандинский — упразднённый кордон, находившийся в подчинении администрации пгт Краснолесный городского округа город Воронеж Воронежской области России. В 2008 году включён в состав посёлка Краснолесный и исключён из учётных данных.
Ныне территория Верхнехавского района.

## География
Располагался на территории Воронежского заповедника, у северо-западной окраины посёлка Подлесный.

## История
Возник как лесной кордон заповедника.

## Население
Согласно результатам переписи 2002 года,  в населённом пункте отсутствовало постоянное население.